# Festival de Música Popular Brasileira 1967
O Festival de Música Popular Brasileira de 1967 foi a terceira edição do Festival de MPB organizado pela TV Record. Aconteceu entre 30 de setembro e 21 de outubro de 1967, com todos os eventos sendo realizados no Teatro Record Centro, em São Paulo, com apresentação de Sônia Ribeiro e Blota Júnior.
Foi considerada a edição mais marcante do festival, pela alta qualidade das canções, por revelar nomes importantes da MPB bem como por popularizar a guitarra elétrica na música nacional. Ficou marcada também pelas vaias do público a diversas apresentações, a ponto de um de seus participantes, Jair Rodrigues, apelidar a edição de "festivaia".
A canção vencedora foi "Ponteio", de Edu Lobo e Capinam, interpretado pelo primeiro e por Marília Medalha, acompanhados pelo Momento Quatro. No entanto, outras canções notáveis foram apresentadas originalmente para o festival, como "Roda Viva", de Chico Buarque; "Alegria, Alegria", de Caetano Veloso e "Domingo no Parque", de Gilberto Gil, estas últimas sendo consideradas como marco inicial da Tropicália.

## Contexto
Com a ascensão da televisão e em meio ao contexto político da ditadura militar, o Brasil vivia a era dos festivais: programas de televisão (mas que também eram transmitidos por rádio) em que canções originais eram apresentadas e julgadas, premiando-se a melhor canção ao final. Devido ao regime militar, todas as canções eram avaliadas pela censura antes de serem apresentadas, sendo que os censores poderiam pedir alterações ou mesmo vetar a apresentação das mesmas no festival. Os festivais anteriores despontavam crescente sucesso, alavancando a popularidade dos intérpretes das melhores canções, que normalmente eram artistas contratados da TV Record.
Em 17 de julho daquele ano, diversos artistas importantes da música brasileira saíram em marcha contra a inclusão da guitarra elétrica em composições nacionais, por considerar uma invasão da música internacional no país.

## Seleção
Mais de 4000 canções foram inscritas no festival cujo prazo de inscrição se encerrou em 26 de julho de 1967. Todas as canções foram avaliadas por um júri de seleção (composto por Amilton Godói, César Camargo Mariano, Ferreira Gullar, Júlio Medaglia, Raul Duarte, Roberto Corte Real e Sandino Hohagen) para que se pudesse escolher as 36 canções para o festival. 30 das escolhidas foram anunciadas em 6 de setembro de 1967 e as demais 6 no dia seguinte, uma vez que 6 canções entre as escolhidas haviam sido proibidas pela censura da ditadura militar. Os intérpretes foram anunciados posteriormente, sendo que em 10 casos, o próprio autor escolheu defender sua canção, por entenderem que os compositores deveriam ser melhor reconhecidos pelas canções, ao invés de intérpretes alheios.

### Canções selecionadas
| Canção Autores                                            | Intérpretes                |
| --------------------------------------------------------- | -------------------------- |
| "A Estrada e O Violeiro" (Sidney Miller)                  | Nara Leão e Sidney Miller  |
| "A Moreninha" (Tom Zé)                                    | Djalma Dias                |
| "Alegria, Alegria" (Caetano Veloso)                       | Caetano Veloso e Beat Boys |
| "Anda que Te Anda" (Mário Lago e Ary Toledo)              | Agnaldo Rayol              |
| "Balada do Vietnã" (David Nasser e Elizete Sanches)       | Wilson Simonal             |
| "Belinha" (Toquinho e Vítor Martins)                      | Wilson Simonal             |
| "Beto Bom de Bola" (Sérgio Ricardo)                       | Sérgio Ricardo             |
| "Bom Dia" (Gilberto Gil e Nana Caymmi)                    | Nana Caymmi                |
| "Brinquedo" (Alfredo Naffah Neto e Walter de Carvalho)    | Claudette Soares           |
| "Canção do Cangaceiro" (Carlos Castilho e Chico de Assis) | Maria Odette               |
| "Cantiga de Jesuíno" (Capiba e Ariano Suassuna)           | Denisse de Kalafe          |
| "Capoeirada" (Erasmo Carlos)                              | Erasmo Carlos              |
| "Dadá Maria" (Renato Teixeira)                            | Sílvio César e Gal Costa   |
| "Diana Pastora" (Fernando Lobo e João Mello)              | Marília Medalha            |
| "Domingo no Parque" (Gilberto Gil)                        | Gilberto Gil e Os Mutantes |
| "E Fim" (Sônia Rosa)                                      | Sônia Rosa                 |
| "Ela Felicidade" (Vera Brasil)                            | Claudette Soares           |
| "Eu e a Brisa" (Johnny Alf)                               | Márcia                     |

| Canção Autores                                               | Intérpretes                                |
| ------------------------------------------------------------ | ------------------------------------------ |
| "Festa no Terreiro de Alaketu" (Antônio Carlos)              | Maria Creuza                               |
| "Gabriela" (Maranhão)                                        | MPB4                                       |
| "Isso Não Se Faz" (Hermínio Bello de Carvalho e Pixinguinha) | Elza Soares                                |
| "Manhã de Primavera" (Adilson Godoy)                         | Adilson Godoy e Golden Boys                |
| "Maria, Carnaval e Cinzas" (Luiz Carlos Paraná)              | Roberto Carlos                             |
| "Menina Moça" (Martinho da Vila)                             | Jamelão                                    |
| "Minha Gente" (Demétrius)                                    | Demétrius                                  |
| "O Cantador" (Dori Caymmi e Nelson Motta)                    | Elis Regina                                |
| "O Combatente" (Walter Santos e Tereza Souza)                | Jair Rodrigues                             |
| "O Milagre" (Nonato Buzar)                                   | Wilson Simonal                             |
| "Ponteio" (Edu Lobo e Capinam)                               | Edu Lobo, Marília Medalha e Momento Quatro |
| "Por Causa de Maria" (Marcos César e Paulo Scarpa)           | Sílvio César                               |
| "Roda Viva" (Chico Buarque)                                  | Chico Buarque e MPB4                       |
| "Rua Antiga" (Roberto Menescal e Rubens Richter)             | O Quarteto                                 |
| "Samba de Maria" (Vinícius de Moraes e Francis Hime)         | Jair Rodrigues                             |
| "Uma Dúzia de Rosas" (Carlos Imperial)                       | Ronnie Von                                 |
| "Ventania" (Geraldo Vandré e Hilton Acioli)                  | Geraldo Vandré                             |
| "Volta Amanhã" (Fernando César e Mariah Brito)               | Hebe Camargo                               |

## Formato
As 36 canções selecionadas foram dividas em três eliminatórias (30 de setembro, 6 e 14 de outubro) num sorteio realizado em 24 de setembro. Em cada eliminatória, um júri composto por 15 membros avaliou as canções e as quatro com maior pontuação avançaram à final. Na finalíssima, as 12 canções foram avaliadas novamente, da mesma forma, pelo mesmo júri.
Após os resultados finais, a premiação aconteceria da seguinte forma:
| Posição    | Prêmio       |
| ---------- | ------------ |
| 1.° Lugar  | NCr$ 37 mil  |
| 2.° Lugar  | NCr$ 16 mil  |
| 3.° Lugar  | NCr$ 10 mil  |
| 4.° Lugar  | NCr$ 5 mil   |
| 5.° Lugar  | NCr$ 3 mil   |
| 6.° Lugar  | NCr$ 2 mil   |
| Letra      | NCr$ 3 mil   |
| Arranjo    | NCr$ 1,5 mil |
| Intérprete | NCr$ 1,5 mil |

## Júri
O corpo de jurados foi composto por 15 membros que representassem um equilíbrio entre as facções políticas e musicais a concurso. O júri acabou sendo composto da seguinte forma:
| Carlos Manga cineasta          | Carlos Vergueiro crítico musical | Chico Anysio comediante             | Ferreira Gullar escritor      | Franco Paulino crítico musical       |
| Júlio Medaglia maestro         | Luís Guedes jornalista           | Raul Duarte jornalista              | Roberto Corte Real jornalista | Roberto Freire escritor e jornalista |
| Salomão Schvartzman jornalista | Sandino Hohagen maestro          | Sebastião Bastos representante ABPD | Sérgio Cabral crítico musical | Tereza Aragão atriz e produtora      |

## Eliminatórias

### 1.ª Eliminatória
A primeira eliminatória aconteceu em 30 de setembro de 1967, no Teatro Record Centro, em São Paulo. Nesta eliminatória, Nana Caymmi foi muito vaiada pelo público após ser anunciada como última finalista. Isso porque o público preferia a canção "O Combatente", interpretada por Jair Rodrigues.
| Ordem | Intérpretes                                | Canção                     | Compositores                 | Resultado |
| ----- | ------------------------------------------ | -------------------------- | ---------------------------- | --------- |
| 1     | Jair Rodrigues                             | "O Combatente"             | Walter Santos e Tereza Souza |           |
| 2     | Sílvio César e Gal Costa                   | "Dadá Maria"               | Renato Teixeira              |           |
| 3     | Sônia Rosa                                 | "E Fim"                    | Sônia Rosa                   |           |
| 4     | Chico Buarque e MPB4                       | "Roda Viva"                | Chico Buarque                | Finalista |
| 5     | Djalma Dias                                | "A Moreninha"              | Tom Zé                       |           |
| 6     | Edu Lobo, Marília Medalha e Momento Quatro | "Ponteio"                  | Edu Lobo e Capinam           | Finalista |
| 7     | Márcia                                     | "Eu e a Brisa"             | Johnny Alf                   |           |
| 8     | Demétrius                                  | "Minha Gente"              | Demétrius                    |           |
| 9     | Claudette Soares                           | "Ela Felicidade"           | Vera Brasil                  |           |
| 10    | Wilson Simonal                             | "O Milagre"                | Nonato Buzar                 |           |
| 11    | Roberto Carlos                             | "Maria, Carnaval e Cinzas" | Luiz Carlos Paraná           | Finalista |
| 12    | Nana Caymmi e Gilberto Gil                 | "Bom Dia"                  | Gilberto Gil e Nana Caymmi   | Finalista |

### 2.ª Eliminatória
A segunda eliminatória aconteceu em 6 de outubro de 1967, no Teatro Record Centro, em São Paulo. Após o acontecido na eliminatória anterior, ao ser anunciado Jair Rodrigues, a plateia começou a gritar "O Combatente" repetitivamente, em alusão à suposta injustiça acontecida na eliminatória anterior. No entanto, "Samba de Maria", interpretado pelo mesmo, não agradou o público e foi vaiado ao ser anunciado como finalista.
| Ordem | Intérpretes                 | Canção                   | Compositores                             | Resultado |
| ----- | --------------------------- | ------------------------ | ---------------------------------------- | --------- |
| 1     | O Quarteto                  | "Rua Antiga"             | Roberto Menescal e Rubens Richter        |           |
| 2     | Claudette Soares            | "Brinquedo"              | Alfredo Naffah Neto e Walter de Carvalho |           |
| 3     | Wilson Simonal              | "Belinha"                | Toquinho e Vítor Martins                 |           |
| 4     | Sílvio César                | "Por Causa de Maria"     | Marcos César e Paulo Scarpa              |           |
| 5     | Gilberto Gil e Os Mutantes  | "Domingo no Parque"      | Gilberto Gil                             | Finalista |
| 6     | Ronnie Von                  | "Uma Dúzia de Rosas"     | Carlos Imperial                          |           |
| 7     | Adilson Godoy e Golden Boys | "Manhã de Primavera"     | Adilson Godoy                            |           |
| 8     | Denisse de Kalafe           | "Cantiga de Jesuíno"     | Capiba e Ariano Suassuna                 |           |
| 9     | Marília Medalha             | "Diana Pastora"          | Fernando Lobo e João Mello               |           |
| 10    | Elis Regina                 | "O Cantador"             | Dori Caymmi e Nelson Motta               | Finalista |
| 11    | Nara Leão e Sidney Miller   | "A Estrada e o Violeiro" | Sidney Miller                            | Finalista |
| 12    | Jair Rodrigues              | "Samba de Maria"         | Vinícius de Moraes e Francis Hime        | Finalista |

### 3.ª Eliminatória
A terceira eliminatória aconteceu em 14 de outubro de 1967, no Teatro Record Centro, em São Paulo. Durante as apresentações, Hebe Camargo e Erasmo Carlos foram intensamente vaiados. Quando anunciado finalista, Sérgio Ricardo também foi vaiado, o que deu início aos acontecimentos que culminaram na sua desclassificação na finalíssima. Por causa da resistência às guitarras elétricas na música brasileira, Caetano foi vaiado no princípio da sua apresentação. No entanto, ao final da canção, seria a mais aplaudida da noite.
| Ordem | Intérpretes                | Canção                         | Compositores                             | Resultado |
| ----- | -------------------------- | ------------------------------ | ---------------------------------------- | --------- |
| 1     | Geraldo Vandré             | "Ventania"                     | Geraldo Vandré e Hilton Acioli           | Finalista |
| 2     | Wilson Simonal             | "Balada do Vietnã"             | David Nasser e Elizete Sanches           |           |
| 3     | Agnaldo Rayol              | "Anda que Te Anda"             | Mário Lago e Ary Toledo                  |           |
| 4     | MPB4                       | "Gabriela"                     | Maranhão                                 | Finalista |
| 5     | Elza Soares                | "Isso Não Se Faz"              | Hermínio Bello de Carvalho e Pixinguinha |           |
| 6     | Jamelão                    | "Menina Moça"                  | Martinho da Vila                         |           |
| 7     | Sérgio Ricardo             | "Beto Bom de Bola"             | Sérgio Ricardo                           | Finalista |
| 8     | Maria Odette               | "Canção do Cangaceiro"         | Carlos Castilho e Chico de Assis         |           |
| 9     | Erasmo Carlos              | "Capoeirada"                   | Erasmo Carlos                            |           |
| 10    | Maria Creuza               | "Festa no Terreiro de Alaketu" | Antônio Carlos                           |           |
| 11    | Hebe Camargo               | "Volta Amanhã"                 | Fernando César e Mariah Brito            |           |
| 12    | Caetano Veloso e Beat Boys | "Alegria, Alegria"             | Caetano Veloso                           | Finalista |

## Finalíssima

Nana Caymmi e Gilberto Gil na final do festival.

A finalíssima aconteceu em 21 de outubro de 1967, no Teatro Record Centro, em São Paulo, com a apresentação de Blota Júnior e Sônia Ribeiro. A canção vencedora foi "Ponteio", de Edu Lobo, enquanto o hino da tropicália "Domingo no Parque", de Gilberto Gil ficou em segundo lugar; o vencedor da edição anterior, Chico Buarque, ficou em terceira posição com "Roda Viva". Além da premiação principal do festival, foi concedido o prêmio de melhor intérprete a Elis Regina, melhor letra para "A Estrada e o Violeiro" e melhor arranjo para "Domingo no Parque".
Motivado pelas vaias recebidas na reapresentação da canção na eliminatória, Sérgio Ricardo decidiu alterar o arranjo da sua canção. Quando sua canção foi anunciada, o público não poupou de mais vaias (o que não era exatamente raro nos festivais brasileiros), que se fortaleceram, após o cantor afirmar que, após o festival, ateraria o nome da canção para "Beto Bom de Vaia", ironizando o público. Ele até tentou interpretar sua canção, mas sob fortes vaias não conseguiu sequer ouvir a orquestra e, irritado, abandonou a performance, quebrou seu violão e o arremessou ao público. Minutos depois, a desclassificação da canção foi anunciada
| Ordem | Intérpretes                                | Canção                     | Compositores                      | Resultado            |
| ----- | ------------------------------------------ | -------------------------- | --------------------------------- | -------------------- |
| 1     | Nana Caymmi e Gilberto Gil                 | "Bom Dia"                  | Gilberto Gil e Nana Caymmi        |                      |
| 2     | Nara Leão e Sidney Miller                  | "A Estrada e o Violeiro"   | Sidney Miller                     | Melhor letra         |
| 3     | Caetano Veloso e Beat Boys                 | "Alegria, Alegria"         | Caetano Veloso                    | 4.°                  |
| 4     | Gilberto Gil e Os Mutantes                 | "Domingo no Parque"        | Gilberto Gil                      | 2.° e melhor arranjo |
| 5     | MPB4                                       | "Gabriela"                 | Maranhão                          | 6.°                  |
| 6     | Elis Regina                                | "O Cantador"               | Dori Caymmi e Nelson Motta        | Melhor Intérprete    |
| 7     | Sérgio Ricardo                             | "Beto Bom de Bola"         | Sérgio Ricardo                    | Desc                 |
| 8     | Edu Lobo, Marília Medalha e Momento Quatro | "Ponteio"                  | Edu Lobo e Capinam                | 1.°                  |
| 9     | Geraldo Vandré                             | "Ventania"                 | Geraldo Vandré e Hilton Acioli    |                      |
| 10    | Roberto Carlos                             | "Maria, Carnaval e Cinzas" | Luiz Carlos Paraná                | 5.°                  |
| 11    | Chico Buarque e MPB4                       | "Roda Viva"                | Chico Buarque                     | 3.°                  |
| 12    | Jair Rodrigues                             | "Samba de Maria"           | Vinícius de Moraes e Francis Hime |                      |